# Luis Pestarino
Luis Pestarino, né le 28 mai 1928, est un ancien arbitre argentin de football. Il fut arbitre international de 1966 à 1978.

## Carrière
Il a officié dans des compétitions majeures :
- JO 1972 (2 matchs)
- Coupe du monde de football de 1974 (1 match)
- Coupe intercontinentale 1976 (match aller)